# テリー・デイト
テリー・デイト（Terry Date、1956年1月31日 - ）は、ロック・ジャンル、特にヘヴィメタルを専門とするアメリカの音楽プロデューサー、オーディオ・エンジニア。彼は、メタル・チャーチ、ドリーム・シアター、サウンドガーデン、オーヴァーキル、パンテラ、ダーク・エンジェル、フィッシュボーン、プロング、ホワイト・ゾンビ、デフトーンズ、スリップノット、リンプ・ビズキットとの仕事で有名である。

## 関わったアルバム
※プロデューサー、エンジニア、ミキサーとして。
- メタル・チャーチ : 『メタル・チャーチ』 - Metal Church (1984年)
- ザ・カウボーイズ : How the West Was Rocked (1985年)
- フィフス・エンジェル : 『フィフス・エンジェル』 - Fifth Angel (1986年)
- メタル・チャーチ : 『ザ・ダーク』 - The Dark (1986年)
- フィフス・エンジェル : 『タイム・ウィル・テル』 - Time Will Tell (1986年)
- チャステイン : 『ザ・セブンス・オブ・ネヴァー』 - The 7th of Never (1987年)
- サー・ミックス・ア・ロット : Swass (1988年)
- リージ・ロード : Master Control (1988年)
- サンクチュアリ : 『リフュージ・ディナイト』 - Refuge Denied (1988年)
- アキューズド : 『キング・オブ・スプラッター・ロック』 - Martha Splatterhead's Maddest Stories Ever Told (1988年)
- チャステイン : 『ザ・ヴォイス・オブ・ザ・カルト』 - The Voice of the Cult (1988年)
- メタル・チャーチ : 『ブレッシング・イン・ディスガイズ』 - Blessing in Disguise (1989年)
- ドリーム・シアター : 『ホエン・ドリーム・アンド・デイ・ユナイト』 - When Dream and Day Unite (1989年)
- サウンドガーデン : 『ラウダー・ザン・ラヴ』 - Louder Than Love (1989年)
- オーヴァーキル : 『イヤーズ・オブ・ディケイ』 - The Years of Decay (1989年)
- マザー・ラヴ・ボーン : 『アップル』 - Apple (1990年)
- パンテラ : 『カウボーイズ・フロム・ヘル』 - Cowboys from Hell (1990年)
- オーヴァーキル : 『ホロスコープ』 - Horrorscope (1991年)
- ダーク・エンジェル : 『タイム・ダズ・ノット・ヒール』 - Time Does Not Heal (1991年)
- サウンドガーデン : 『バッドモーターフィンガー』 - Badmotorfinger (1991年)
- スクリーミング・トゥリーズ : 『アンクル・アネスシージア』 - Uncle Anesthesia (1991年)
- パンテラ : 『俗悪』 - Vulgar Display of Power (1992年)
- 24-7SPYZ : Strength in Numbers (1992年)
- マンティッサ : 『モッシー・ゴッド』 - Mossy God  (1992年)
- フィッシュボーン : 『モンキーの惑星』 - Give a Monkey a Brain and He'll Swear He's the Center of the Universe (1993年)
- マインドファンク : 『ドロップト!!』 - Dropped (1993年)
- プロング : 『クレンジング』 - Cleansing (1994年)
- パンテラ : 『脳殺』 - Far Beyond Driven (1994年)
- デフトーンズ : 『アドレナリン』 - Adrenaline (1995年)
- ホワイト・ゾンビ : 『アストロ・クリープ : 2000』 - Astro Creep: 2000 - Songs of Love, Destruction and Other Synthetic Delusions of the Electric Head (1995年)
- パンテラ : 『鎌首』 - The Great Southern Trendkill (1996年)
- プロング : 『ルード・アウェイクニング』 - Rude Awakening (1996年)
- アニマル・バッグ : Image Damage (1996年)
- デフトーンズ : 『アラウンド・ザ・ファー』 - Around the Fur (1997年)
- ヘルメット : 『アフターテイスト』 - Aftertaste (1997年) ※ミキシング
- サウンドガーデン : 『グレイテスト・ヒッツ』 - A-Sides (1997年)
- ハンサム : 『ハンサム』 - Handsome (1997年)
- インキュバス : 『S.C.I.E.N.C.E.』 - S.C.I.E.N.C.E. (1997年)
- ステインド : 『ディスファンクション』 - Dysfunction (1999年)
- リンプ・ビズキット : 『シグニフィカント・アザー』 - Significant Other (1999年)
- 『ビッグ・ダディ・サウンドトラック』Big Daddy Official Soundtrack (1999年)
- デフトーンズ : 『ホワイト・ポニー』 - White Pony (2000年)
- リンプ・ビズキット : 『チョコレート・スターフィッシュ・アンド・ザ・ホットドッグ・フレイヴァード・ウォーター』 - Chocolate Starfish and the Hot Dog Flavored Water (2000年)
- スヌープ・ドッグ : 『スヌープ・ドギー・ドッグ・グレイテスト・ヒッツ』 - Greatest Hits (2000年)
- リンプ・ビズキット : 『ニュー・オールド・ソングス』 - New Old Songs (2001年)
- オーテップ : 『セヴァス・トロー』 - Sevas Tra (2002年)
- ソウルフライ : 『3』 - 3 (2002年) ※ミキシング
- リト&ポラコ : Mundo Frío (2002年)
- デフトーンズ : 『デフトーンズ』 - Deftones (2003年)
- リンプ・ビズキット : 『リゾルツ・メイ・ヴァリー』 - Results May Vary (2003年)
- 『マトリックス リローデッド・オリジナル・サウンドトラック』 - The Matrix Reloaded Soundtrack (2003年)
- Tony Hawk's Pro Skater 3: Official Soundtrack (2003年) ※ゲーム『トニー・ホーク プロスケーター3』サウンドトラック
- ソウルフライ : 『プロフェシー』 - Prophecy (2004年) ※ミキシング
- エー : 『ティーン・ダンス・オーディナンス』 - Teen Dance Ordinance (2005年)
- フューネラル・フォー・ア・フレンド : 『アワーズ』 - Hours (2005年)
- オジー・オズボーン : 『プリンス・オブ・ダークネス』 - Prince of Darkness (2005年) ※ボックスセット
- コーン : 『シー・ユー・オン・ジ・アザー・サイド』 - See You on the Other Side (2005年)
- ドレッジ : Catch Without Arms (2005年)
- ソウルフライ : 『ダーク・エイジズ』 - Dark Ages (2005年) ※ミキシング
- アンアース : 『スリー イン・ジ・アイズ・オブ・ファイヤー』 - III: In the Eyes of Fire (2006年)
- EchoGram : EchoGram (2006年)
- スマッシング・パンプキンズ : 『ツァイトガイスト』 - Zeitgeist (2007年)
- エマニュエル : Black Earth Tiger (2007年)
- フィアー・ナッティン・バンド : Yardcore (2008年)
- ザ・フォール・オブ・トロイ : In the Unlikely Event (2009年)
- アーキア : 『イヤーズ・イン・ザ・ダークネス』 - Years in the Darkness (2009年) ※ミキシング
- レヴ・セオリー : Justice (2011年)
- ダフ・マッケイガンズ・ローデッド : 『ザ・テイキング』 - The Taking (2011年)[1]
- アームズ・オブ・ザ・サン : Arms of the Sun (2011年)[2]
- ブリング・ミー・ザ・ホライズン : 『センピターナル』 - Sempiternal (2013年)[3]
- ソウルフライ : 『サヴィッジズ』 - Savages (2013年)
- アフター・ザ・ベリアル : Wolves Within (2013年)
- ミス・メイ・アイ : 『ライズ・オブ・ザ・ライオン』 - Rise of the Lion (2014年)
- ハヴォック : Unnatural Selection (2014年)
- Insobrio : Under the Surface (2014年)
- スレイヤー : 『リペントレス』 - Repentless (2015年)
- Centrilia : In the Name of Nothing (2019年) ※ミックス
- デフトーンズ : 『オームズ』 - Ohms (2020年)
- パンテラ : 『激鉄』 - Reinventing the Steel (20th Anniversary Edition) (2020年)[4][5]
- Tommy MV$ERVTI : MV$ERVTI Syndicate (2023年)